# Домнино (Тамбовская область)
Домнино — село в Сосновском районе Тамбовской области России. Входит в состав Ламского сельсовета.

## География
Село находится в северной части Тамбовской области, в лесостепной зоне, в пределах Окско-Донской равнины, на расстоянии примерно 31 километра (по прямой) к западу от посёлка городского типа Сосновка, административного центра района. Абсолютная высота — 160 метров над уровнем моря.
Часовой пояс
Село Домнино, как и вся Тамбовская область, находится в часовой зоне МСК (московское время). Смещение применяемого времени относительно UTC составляет +3:00.

## Население
| 2010 |
| ---- |
| 137  |

Половой состав
По данным Всероссийской переписи населения 2010 года в гендерной структуре населения мужчины составляли 47,4 %, женщины — соответственно 52,6 %.
Национальный состав
Согласно результатам переписи 2002 года, в национальной структуре населения русские составляли 100 % из 177 чел.

## Транспорт
К северу от села проходит автодорога межмуниципального значения 68Н-049.

## Улицы
Уличная сеть села состоит из трёх улиц.